# Akcja (finanse)

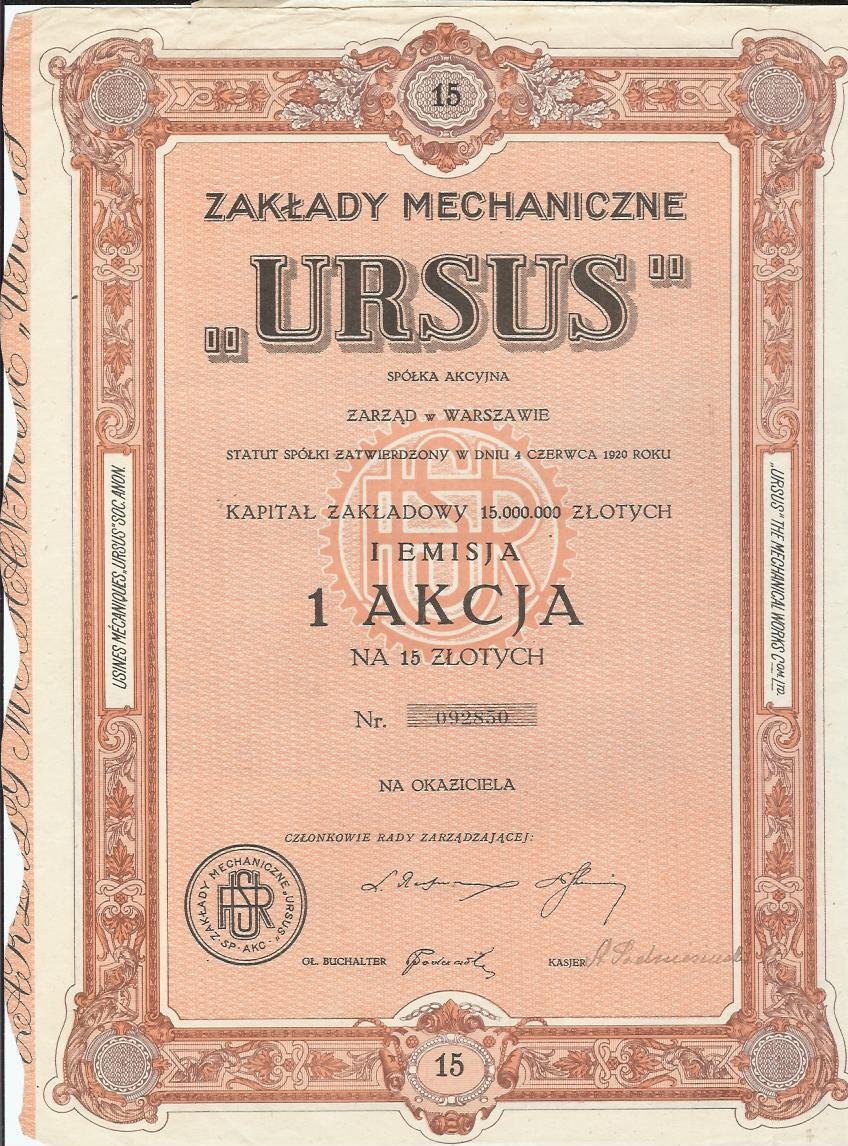
Akcja (na okaziciela) Zakładów Mechanicznych „Ursus” z lat 20 XX w.

Akcja – papier wartościowy łączący w sobie prawa o charakterze majątkowym i niemajątkowym, wynikające z uczestnictwa akcjonariusza w spółce akcyjnej, komandytowo-akcyjnej lub prostej spółce akcyjnej. Także ogół praw i obowiązków akcjonariusza w spółce lub część kapitału akcyjnego.

## Historia
Pierwszym podmiotem w historii, który wyemitował akcje była Holenderska Kompania Wschodnioindyjska (1602 r.). Wprowadzenie nowej formy inwestowania kapitału przyczyniło się do przyśpieszenia rozwoju gospodarczego. Akumulacja środków poprzez emisję akcji świetnie nadawała się do finansowania budowy okrętów i zakładania faktorii handlowych czyniąc przy okazji z Holandii prawdziwą potęgę handlową. Do tej pory jedynie państwo mogło przedsięwziąć tak duże inwestycje jak wyprawy zamorskie, ale dzięki spółkom akcyjnym przedsiębiorcy prywatni mogli połączyć swoje siły i korzystać z bogactw Nowego Świata.
Jedną z pierwszych akcji emitowanych na ziemiach polskich była akcja dywidendowa Kompanii Manufaktur Wełnianych wydana w Warszawie w czerwcu 1768 roku (wyemitowała ona 120 akcji o nominale 360 czerwonych złotych). Wśród udziałowców pierwszych kompanii akcyjnych przeważała szlachta i magnateria, poza tym byli to mieszczanie: bankierzy i kupcy.

## Rodzaje akcji
Treść tej sekcji należy opracować w taki sposób, aby nie uwypuklała nadmiernie polskiej specyfiki / aby nie zawężała się tylko do polskich warunków
Dokładniejsze informacje o tym, co należy poprawić, być może znajdują się w dyskusji tej sekcji.
 Po wyeliminowaniu niedoskonałości należy usunąć szablon {{Dopracować}} z tej sekcji.
Kodeks spółek handlowych rozróżnia następujące akcje:
- imienne – z których uprawnienia przysługują osobie (fizycznej, prawnej) wskazanej w treści akcji. Wobec spółki za akcjonariusza uważa się osobę wpisaną do rejestru akcjonariuszy, z uwzględnieniem przepisów o publicznym obrocie papierami wartościowymi. Wskazanie w treści akcji konkretnej osoby będzie skutkowało bez ograniczenia tylko względem osób trzecich. W stosunku do spółki realizacja praw z akcji może mieć miejsce tylko przy zgodności wpisu do rejestru akcjonariuszy. Rejestr akcjonariuszy jest prowadzony przez Krajowy Depozyt Papierów Wartościowych lub podmiot upoważniony do prowadzenia rachunków papierów wartościowych. Ujawnia się w niej akcjonariuszy posiadających akcje imienne wraz z ich adresem (siedzibą), wysokość dokonanych wpłat na akcje, wpisy o przeniesieniu akcji na inną osobę wraz z datą wpisu oraz ustanowienie na akcji ograniczonego prawa rzeczowego (zastawu lub użytkowania), a także prawa wykonywania głosu przez zastawnika lub użytkownika, jeżeli zostało im przyznane;
- na okaziciela – z których uprawnienia do wykonywania wynikających z nich praw przysługują każdemu posiadaczowi akcji. Spółka na dowód posiadania akcji i dokonywanych na nie wpłat wydaje imienne świadectwa tymczasowe, które wymagają wpisu do rejestru, zakaz emitowania akcji nie w pełni opłaconych nie dotyczy akcji imiennych. Wpłata na akcje powinna być zaznaczona na świadectwie tymczasowym lub akcji imiennej. Akcjonariusz może żądać zamiany akcji na okaziciela na akcje imienne albo odwrotnie, jeżeli ustawa lub statut nie stanowi inaczej. Zakaz wymiany akcji imiennych na akcje na okaziciela dotyczy akcji nie w pełni opłaconych, akcji pokrytych wkładem niepieniężnym aż do chwili zatwierdzenia przez najbliższe zwyczajne zgromadzenie akcjonariuszy sprawozdania finansowego za rok obrotowy, w którym nastąpiło pokrycie tych akcji, akcji uprzywilejowanych co do głosu oraz akcji, do których przypisany jest obowiązek powtarzających się świadczeń niepieniężnych. Niektóre spółki akcyjne ze względu na swoją działalność mogą emitować z mocy prawa wyłącznie akcje imienne. Emisja przez spółkę wyłącznie akcji imiennych może także wynikać z postanowień statutu spółki;
- aportowe – akcje pokryte wkładem niepieniężnym. Przedmiotem aportu nie może być prawo niezbywalne lub świadczenie pracy albo świadczenie usług, zasad pokrycia akcji, czasowego ograniczenia obrotu oraz odpowiedzialności akcjonariuszy wnoszących wkład niepieniężny z tytułu wad. Akcje obejmowane za wkłady niepieniężne powinny być pokryte w całości nie później niż przed upływem roku po zarejestrowaniu spółki, jeżeli cena po której obejmowane są akcje jest wyższa od wartości nominalnej, cała nadwyżka powinna być opłacona przed zarejestrowaniem spółki. Przedmiot wkładu niepieniężnego, osoby wnoszące ten wkład oraz liczba i rodzaj obejmowanych przez nie akcji wymaga określenia w statucie spółki. Akcje aportowe pozostają imiennymi aż do zatwierdzenia przez najbliższe walne zgromadzenie sprawozdania finansowego za rok obrotowy, w którym nastąpiło ich pokrycie. W ciągu tego okresu nie mogą być zbyte i zastawione. W okresie tym akcje aportowe są zatrzymane przez spółkę na zabezpieczenie ewentualnych roszczeń o odszkodowanie z tytułu niewykonania lub nienależytego wykonania zobowiązań do wniesienia wkładów niepieniężnych. Roszczenia spółki o prawidłowe pokrycie akcji mają pierwszeństwo przed innymi wierzytelnościami nieuprzywilejowanymi. Zasady związane z imiennością akcji aportowych oraz zatrzymaniem ich przez spółkę na zabezpieczenie roszczeń nie mają zastosowania do spółek publicznych;
- gotówkowe – akcje pokryte w formie pieniężnej. Wymagają one pokrycia co najmniej w jednej czwartej ich wartości nominalnej przed rejestracją spółki albo podwyższenia kapitału. Jeżeli cena, po jakiej obejmowane są akcje jest wyższa od wartości nominalnej, cała nadwyżka powinna być uiszczona przed rejestracją. Wpłaty na akcje dokonywane są bezpośrednio lub za pośrednictwem domu maklerskiego, na rachunek spółki prowadzony przez bank. Akcja nie w pełni opłacona musi być akcją imienną, chyba że zamiast akcji imiennych spółka wyda świadectwa tymczasowe;
- uprzywilejowane – są one akcjami imiennymi (z wyjątkiem akcji niemych, które mogą być akcjami na okaziciela). Uprzywilejowanie może dotyczyć zarówno praw majątkowych wynikających z akcji (dywidendy, udziału w podziale masy likwidacyjnej), jak i praw niemajątkowych (korporacyjnych – prawo głosu);
- nieme – to akcje, z których akcjonariuszowi nie przysługuje prawo głosu, w zamian za to posiadacz takiej akcji jest uprzywilejowany co do wysokości dywidendy (możliwość sytuacji, w której przewyższa nawet o więcej niż połowę dywidendę przeznaczoną do wypłaty z akcji nieuprzywilejowanych) oraz prawa pierwszeństwo wypłaty dywidendy;
- do których przypisany jest obowiązek powtarzających się świadczeń niepieniężnych;
- założycielskie (imienne świadectwa założycielskie) – mogą być emitowane w celu wynagrodzenia usług świadczonych przez założycieli biura spółki.

## Prawa przysługujące z akcji
Prawa przysługujące akcjonariuszowi można podzielić na majątkowe i niemajątkowe (tzw. korporacyjne). Prawa te, co do zasady, są równe. Możliwe jest jednak, aby na podstawie statutu spółki niektórym akcjom przypisano uprawnienia w szerszym zakresie albo przypisano do nich określone obowiązki.

### Prawa majątkowe
- prawo do dywidendy (udziału w zysku spółki przeznaczonym do podziału między akcjonariuszy). Ani statut, ani uchwała zgromadzenia akcjonariuszy nie może pozbawić akcjonariusza tego prawa;
- prawo do udziału w podziale majątku spółki w przypadku jej likwidacji. Akcjonariusz nie może zostać pozbawiony tego prawa przez statut ani uchwałę;
- prawo poboru akcji nowej emisji. Kodeks spółek handlowych przyznaje dotychczasowym akcjonariuszom spółki prawo do objęcia akcji nowej emisji w przypadku podwyższenia kapitału przez spółkę. Prawo to może być w interesie spółki ograniczone lub wyłączone.

### Prawa korporacyjne (organizacyjne)
- prawo głosu (prawo to będzie realizowane głównie przez uczestnictwo w zgromadzeniu akcjonariuszy). Prawo głosu przysługuje od dnia pełnego pokrycia akcji, chyba że statut stanowi inaczej.

Kodeks spółek handlowych stanowi, że na jedną akcję nie może przypadać więcej niż 1 głos. Wyjątek stanowią akcje imienne uprzywilejowane, którym statut może obecnie przyznać nie więcej niż dwa głosy.
Równocześnie Kodeks spółek handlowych utrzymuje w mocy prawa nabyte przez akcjonariuszy przed jego nowelizacją w 2003 (art. 613), którym można było przyznać akcje uprzywilejowane co do głosów w ilości do 5 głosów na akcję.
Statut spółki może ograniczyć prawo głosu akcjonariusza mającego ponad jedną piątą ogółu głosów w spółce. W sprawach dotyczących odpowiedzialności akcjonariusza wobec spółki, zwolnienia z zobowiązania wobec spółki oraz sporu między nim a spółką akcjonariuszowi nie przysługuje prawo głosu;
- bierne prawo głosu – jest to możliwość sprawowania funkcji członka różnych organów spółki, np. zarządu czy rady nadzorczej;
- prawo do uczestnictwa w walnym zgromadzeniu. Akcjonariusz nie może być pozbawiony tego prawa;
- prawo zaskarżania uchwał walnego zgromadzenia. Przysługuje ono akcjonariuszowi w przypadku podjęcia uchwały sprzecznej ze statutem bądź dobrymi obyczajami, godzącej w interes spółki albo mającej na celu pokrzywdzenie akcjonariusza oraz w przypadku uchwały sprzecznej z prawem. Ze skargą może wystąpić:
  - akcjonariusz, który głosował przeciwko uchwale, a po jej podjęciu zażądał zaprotokołowania sprzeciwu (nie dotyczy to akcjonariusza akcji niemej),
  - akcjonariusz bezzasadnie niedopuszczony do udziału w walnym zgromadzeniu,
  - akcjonariusz, który nie był obecny na walnym zgromadzeniu, jeżeli walne zgromadzenie zostało wadliwie zwołane albo jeżeli na walnym zgromadzeniu została podjęta uchwała w sprawie nie objętej porządkiem obrad;
- prawo żądania udzielenia informacji na walnym zgromadzeniu i poza nim, nie później jednak niż w ciągu dwóch tygodni od jego zakończenia;
- prawo wystąpienia z powództwem o naprawienie szkody wyrządzonej spółce, jeżeli spółka nie wytoczy powództwa o naprawienie wyrządzonej jej szkody w terminie roku od dnia ujawnienia czynu wyrządzającego szkodę.

Na akcjonariuszu ciąży obowiązek dokonania pełnej wpłaty na akcje oraz jeżeli do akcji przypisany jest obowiązek powtarzających się świadczeń o charakterze niepieniężnym – realizacja tych świadczeń.

## Akcje w Polsce

### Dokument akcji
Akcja pierwotnie była sporządzana na piśmie (z wyjątkiem akcji spółek publicznych, które mają postać zdematerializowaną) i zawierała następujące dane:
- firmę, siedzibę i adres spółki,
- oznaczenie sądu rejestrowego i numer, pod którym spółka jest wpisana do rejestru,
- datę zarejestrowania spółki i wystawienia akcji,
- wartość nominalną, serię i numer, rodzaj danej akcji i uprawnienia szczególne z akcji,
- wysokość dokonanej wpłaty w przypadku akcji imiennych,
- ograniczenia co do rozporządzania akcją,
- postanowienia statutu o związanych z akcją obowiązkach wobec spółki,
- podpis zarządu i pieczęć spółki; podpis może być mechanicznie odtwarzany.

Treść dokumentu akcji mogła zostać również poszerzona o dodatkowe dane przez postanowienia statutu. Akcja była nieważna, gdy brakowało w niej takich elementów jak: oznaczenie emitenta, sądu i numeru w Krajowym Rejestrze Sądowym, pod którym wpisana jest spółka, oznaczenie wartości nominalnej akcji, seria, numer, rodzaj akcji i przypisane uprawnienia szczególne, podpis zarządu i pieczęć spółki.
W wyniku nowelizacji, która weszła w życie 1 marca 2021 roku także akcje spółek prywatnych uległy procesowi dematerializacji. Począwszy od tej daty, wszystkie akcje spółek mają postać niematerialną i są rejestrowane w Krajowym Depozycie Papierów Wartościowych albo w rejestrach akcjonariuszy oferowanych przez podmioty upoważnione do prowadzenia rachunków papierów wartościowych.
Akcje są emitowane przez spółkę. Pierwsza seria jest emitowana przy jej założeniu, natomiast następne wiążą się już z podwyższeniem kapitału zakładowego. Akcje o równej wartości nominalnej (nie niższej niż 1 grosz) składają się na kapitał spółki. Założyciele spółki dokonują wpłat na akcje w celu pokrycia kapitału spółki.
Oprócz wartości nominalnej istnieje także cena emisyjna (cena po której spółka zbywa akcje), która może być wyższa niż wartość nominalna akcji. Cena emisyjna jest głównie odzwierciedleniem popytu rynków finansowych na dany papier wartościowy. Różnica ze sprzedaży pomiędzy wartością nominalną a uzyskaną ceną emisyjną jest przeznaczana na kapitał zapasowy.
Akcje są niepodzielne. Akcje mogą być przedmiotem współwłasności, wtedy współuprawnieni z akcji wykonują swoje prawa w spółce przez wspólnego przedstawiciela, a za świadczenia związane z akcją odpowiadają solidarnie. Jeżeli współuprawnieni nie wskazali swojego przedstawiciela, oświadczenia spółki mogą być dokonywane wobec któregokolwiek z nich.
Prawa i obowiązki wynikające z akcji są jednakowe, przy czym statut spółki może przyznać niektórym akcjom dodatkowe prawa albo przypisać do nich określone obowiązki (tzw. akcje uprzywilejowane). Do powstania akcji dochodzi z chwilą wpisu spółki do rejestru lub rejestracji podwyższenia kapitału.

### Emisja akcji

#### Uregulowania kodeksu spółek handlowych
Należy wyróżnić dwa rodzaje emisji akcji:
- emisja założycielska – emitowane przy tworzeniu nowej spółki, dla objęcia akcji w tym przypadku jest wymagane złożenie przez zainteresowanego oświadczenia w formie aktu notarialnego, w którym przyszły akcjonariusz stwierdza, że wyraża zgodę na zawiązanie spółki i brzmienie statutu oraz na objęcie akcji. Akt musi wymieniać osobę lub osoby obejmujące akcje, liczbę i rodzaj akcji objętych przez każdą z nich, wartość nominalną, cenę emisyjną akcji oraz terminy wpłat na akcje.
- kolejne emisje – przy podwyższaniu kapitału zakładowego. W tym przypadku przyszły akcjonariusz (tzw. subskrybent) dokonuje zapisów na akcje na formularzu udostępnionym przez spółkę. W zapisie powinny znaleźć się informacje dotyczące: wartości nominalnej akcji, oznaczenia emitenta (firma, siedziba spółki, numer rejestru), wpłat na akcje, podpis i pieczęć spółki.

Jeżeli akcje mają być objęte za wkłady niepieniężne, akt powinien wymieniać osoby wnoszące wkład niepieniężny, przedmiot wkładu oraz liczbę i rodzaj objętych akcji (art. 313 k.s.h.). W przypadku podwyższenia kapitału przez spółkę i emisji nowych akcji, potencjalni akcjonariusze (subskrybenci) dokonują zapisów na akcje na formularzach przygotowanych przez spółkę. Formularze wypełniane są w dwóch egzemplarzach, z których jeden przeznaczony jest dla subskrybenta, drugi dla spółki. Zapis subskrypcji zainteresowany składa spółce albo osobie przez nią upoważnionej, w terminie podanym w ogłoszeniu, prospekcie albo w liście poleconym. Zapis na akcje powinien zawierać następujące elementy:
- oznaczenie liczby i rodzajów subskrybowanych akcji,
- wysokość wpłaty dokonanej na akcje,
- zgodę subskrybenta na brzmienie statutu, jeżeli subskrybent nie jest akcjonariuszem spółki,
- podpisy subskrybenta oraz spółki albo innego podmiotu upoważnionego do przyjmowania zapisów i wpłat na akcje,
- adres podmiotu upoważnionego do przyjmowania zapisów i wpłat na akcje.

Oświadczenie subskrybenta nie zawierające wszystkich danych jest nieważne. Nieważne jest również oświadczenie złożone pod warunkiem albo z zastrzeżeniem terminu. Przydziału akcji dokonuje zarząd spółki w terminie dwóch tygodni od zamknięcia subskrypcji, zgodnie z zasadami podanymi w ogłoszeniu.
Złożenie oświadczenia o objęciu akcji powoduje po stronie przyszłego akcjonariusza obowiązek pokrycia akcji na warunkach określonych przez spółkę. Obowiązek wniesienia pełnego wkładu na akcje jest podstawowym obowiązkiem akcjonariusza. Wpłat dokonuje się równomiernie na wszystkie akcje, za pośrednictwem domu maklerskiego albo na rachunek spółki prowadzony przez bank w Rzeczypospolitej Polskiej.
Niedokonanie przez akcjonariusza wpłaty na akcje może stanowić podstawę do pozbawienia akcjonariusza praw udziałowych przez unieważnienie akcji albo świadectw tymczasowych. O możliwości pozbawienia praw udziałowych spółka powinna uprzedzić zainteresowanych w ogłoszeniach o wpłatach.
Ze względu na adresata emisji akcji wyróżnia się:
- subskrypcję prywatną, polegającą na złożeniu przez spółkę oferty nabycia akcji całej emisji oznaczonemu adresatowi,
- subskrypcję zamkniętą adresowaną do akcjonariuszy, którym przysługuje prawo poboru,
- subskrypcję otwartą, polegającą na zaoferowaniu akcji w drodze ogłoszenia osobom, którym nie przysługuje prawo poboru.

#### Emisja publiczna akcji
Publicznym proponowaniem nabycia papierów wartościowych według art. 3 ust. 1 „Ustawy o ofercie publicznej...” jest proponowanie nabycia papierów wartościowych w dowolnej formie i w dowolny sposób, jeżeli propozycja jest skierowana do co najmniej 150 osób lub do nieoznaczonego adresata. Publiczne proponowanie nabycia papierów wartościowych może być dokonywane wyłącznie w drodze oferty publicznej. Ofertą publiczną jest udostępnianie na terytorium Rzeczypospolitej Polskiej, co najmniej 150 osobom lub nieoznaczonemu adresatowi, w dowolnej formie i w dowolny sposób, informacji o papierach wartościowych i warunkach dotyczących ich nabycia, stanowiących dostateczną podstawę do podjęcia decyzji o odpłatnym nabyciu tych papierów wartościowych.
Oferta publiczna lub dopuszczenie papierów wartościowych do obrotu na rynku regulowanym wymaga sporządzenia prospektu emisyjnego, zatwierdzenia go przez Komisję Nadzoru Finansowego oraz udostępnienia go do publicznej wiadomości. Komisja może odmówić zatwierdzenia prospektu emisyjnego w przypadku, gdy nie odpowiada on pod względem formy lub treści wymogom określonym w przepisach prawa.
Po zatwierdzeniu prospektu emisyjnego emitent lub wprowadzający do obrotu przekazuje jego ostateczną wersję do Komisji oraz udostępnia prospekt emisyjny do publicznej wiadomości (np. przez ogłoszenie w gazecie czy w siedzibie giełdy papierów wartościowych). Emitent lub wprowadzający jest obowiązany udostępnić do publicznej wiadomości prospekt emisyjny w terminie umożliwiającym inwestorom zapoznanie się z jego treścią, nie później jednak niż w dniu rozpoczęcia subskrypcji lub sprzedaży papierów wartościowych nim objętych, jeżeli papiery wartościowe są przedmiotem oferty publicznej, albo w dniu dopuszczenia papierów do obrotu na rynku regulowanym, jeżeli papiery wartościowe nie były uprzednio przedmiotem oferty publicznej.

### Obrót akcjami
Artykuł 337 § 1 k.s.h. mówi, że akcje są zbywalne. Statut spółki może ograniczyć rozporządzanie akcjami imiennymi w ten sposób, że do przeniesienia własności akcji będzie wymagana zgoda spółki, którą najczęściej wyraża zarząd albo obrót akcjami zostanie na podstawie umowy ograniczony na określony czas. Ograniczenie rozporządzania akcjami nie może być ustanowione na okres dłuższy niż lat pięć od dnia zawarcia umowy (winkulacja akcji). Dopuszczalne jest także zawarcie umowy ustanawiające prawo pierwokupu akcji lub ich ułamkowych części, jednakże ograniczenia rozporządzania akcjami wynikające z takich umów nie mogą trwać dłużej niż dziesięć lat od dnia zawarcia umowy.
Ograniczenie obrotu akcjami w stosunku do akcji aportowych wynika z mocy samego prawa. Wobec spółki uważa się za akcjonariusza tylko tę osobę, która jest wpisana do rejestru akcjonariuszy. Akcje przenosi się poprzez usunięcie wpisu na rachunku zbywającego i zapisanie w postaci elektronicznej liczby i rodzaju walorów na rachunku nabywcy.
Prawa majątkowe z akcji mogą być swobodnie przenoszone. Przeniesienie praw majątkowych z akcji wymaga formy pisemnej. Na akcji mogą być ustanowione ograniczone prawa rzeczowe – zastaw i użytkowanie. Prawa zastawnika lub użytkownika, jak również fakt przeniesienia praw majątkowych z akcji na inną niż akcjonariusz osobę, wymagają wpisu w rejestrze akcjonariuszy. Jeżeli statut spółki nie wprowadza w tym zakresie żadnych ograniczeń, umowa o ustanowienie zastawu lub użytkowania może przewidywać przeniesienie na zastawnika lub użytkownika prawa głosu.

#### Nabywanie przez spółkę własnych akcji
Spółka co do zasady nie może nabywać wyemitowanych przez nią akcji (akcje własne). Zakaz ten nie dotyczy:
- nabycia akcji w celu zapobieżenia bezpośrednio zagrażającej spółce poważnej szkodzie,
- nabycia akcji, które mają być zaoferowane do nabycia pracownikom lub osobom, które były zatrudnione w spółce lub spółce z nią powiązanej przez okres co najmniej trzech lat (akcje pracownicze),
- nabycia akcji w drodze sukcesji uniwersalnej,
- instytucji finansowej, która nabywa za wynagrodzeniem w pełni pokryte akcje na cudzy rachunek celem ich dalszej odsprzedaży,
- nabycia akcji w celu ich umorzenia,
- nabycia w pełni pokrytych akcji w drodze egzekucji celem zaspokojenia roszczeń spółki, których nie można zaspokoić w inny sposób z majątku akcjonariusza,
- nabycia w pełni pokrytych akcji nieodpłatnie,
- instytucji finansowej, która nabywa akcje na własny rachunek celem ich dalszej odsprzedaży w granicach upoważnienia udzielonego przez walne zgromadzenie na okres nie dłuższy niż jeden rok; jednakże instytucja finansowa nie może posiadać akcji własnych nabytych na tej podstawie o łącznej wartości nominalnej przekraczającej 5% kapitału zakładowego,
- nabycia akcji w innych przypadkach przewidzianych w ustawie.

Spółka nie może obejmować własnych akcji. Zakaz ten dotyczy również obejmowania akcji spółki przez spółkę lub spółdzielnię zależną.

### Umorzenie i unieważnienie akcji
Treść tej sekcji należy opracować w taki sposób, aby nie uwypuklała nadmiernie polskiej specyfiki / aby nie zawężała się tylko do polskich warunków
Dokładniejsze informacje o tym, co należy poprawić, być może znajdują się w dyskusji tej sekcji.
 Po wyeliminowaniu niedoskonałości należy usunąć szablon {{Dopracować}} z tej sekcji.
Unieważnienie akcji następuje w przypadku niedokonania przez akcjonariusza w terminie wyznaczonym przez spółkę wpłaty na akcje wraz z należnymi spółce odsetkami i odszkodowaniem.
Umorzenie akcji polega na likwidacji akcji połączonej z wygaśnięciem praw udziałowych związanych z akcją. Akcje mogą być umorzone wyłącznie wtedy, kiedy statut to przewiduje. Akcja może być umorzona za zgodą akcjonariusza w drodze nabycia akcji przez spółkę (umorzenie dobrowolne) oraz bez zgody akcjonariusza (umorzenie przymusowe). Umorzenie przymusowe następuje za wynagrodzeniem. W przypadku umorzenia dobrowolnego wypłata wartości akcji nie musi być dokonana. Umorzenie akcji wymaga uzasadnionej uchwały walnego zgromadzenia. Umorzenie akcji w spółce akcyjnej powoduje obniżenie kapitału zakładowego (art. 360 k.s.h.).

### Inne rodzaje papierów wartościowych emitowanych przez spółki akcyjne
Spółka akcyjna, oprócz akcji, może emitować inne papiery wartościowe. Należą do nich:
- świadectwa tymczasowe emitowane na poświadczenie dokonania częściowej wpłaty na akcje na okaziciela. Świadectwo tymczasowe inkorporuje takie same prawa jak akcja. Z chwilą dokonania pełnej wpłaty na akcje podlegają one wymianie na akcje na okaziciela (art. 335 k.s.h.);
- świadectwa założycielskie dające prawo do zysku w spółce, emitowane na rzecz założycieli spółki za zasługi poniesione przy zawiązaniu spółki. Mogą być emitowane na okres nie dłuższy niż dziesięć lat od chwili zarejestrowania spółki;
- świadectwa użytkowe powstające z umorzenia akcji w pełni opłaconych. Świadectwa użytkowe nie posiadają wartości nominalnej, mogą być imienne i na okaziciela. Jeśli nic innego nie wynika ze statutu spółki, to uczestniczą one na równi z akcjami w podziale dywidendy oraz w podziale nadwyżki majątku spółki pozostałej po pokryciu wartości nominalnej akcji. Uprawniony z tytułu świadectwa użytkowego nie ponosi odpowiedzialności za zobowiązania związane z umorzoną akcją i nie przysługują mu żadne inne prawa udziałowe.

## Przykłady akcji w formie dokumentowej (zmaterializowanej)

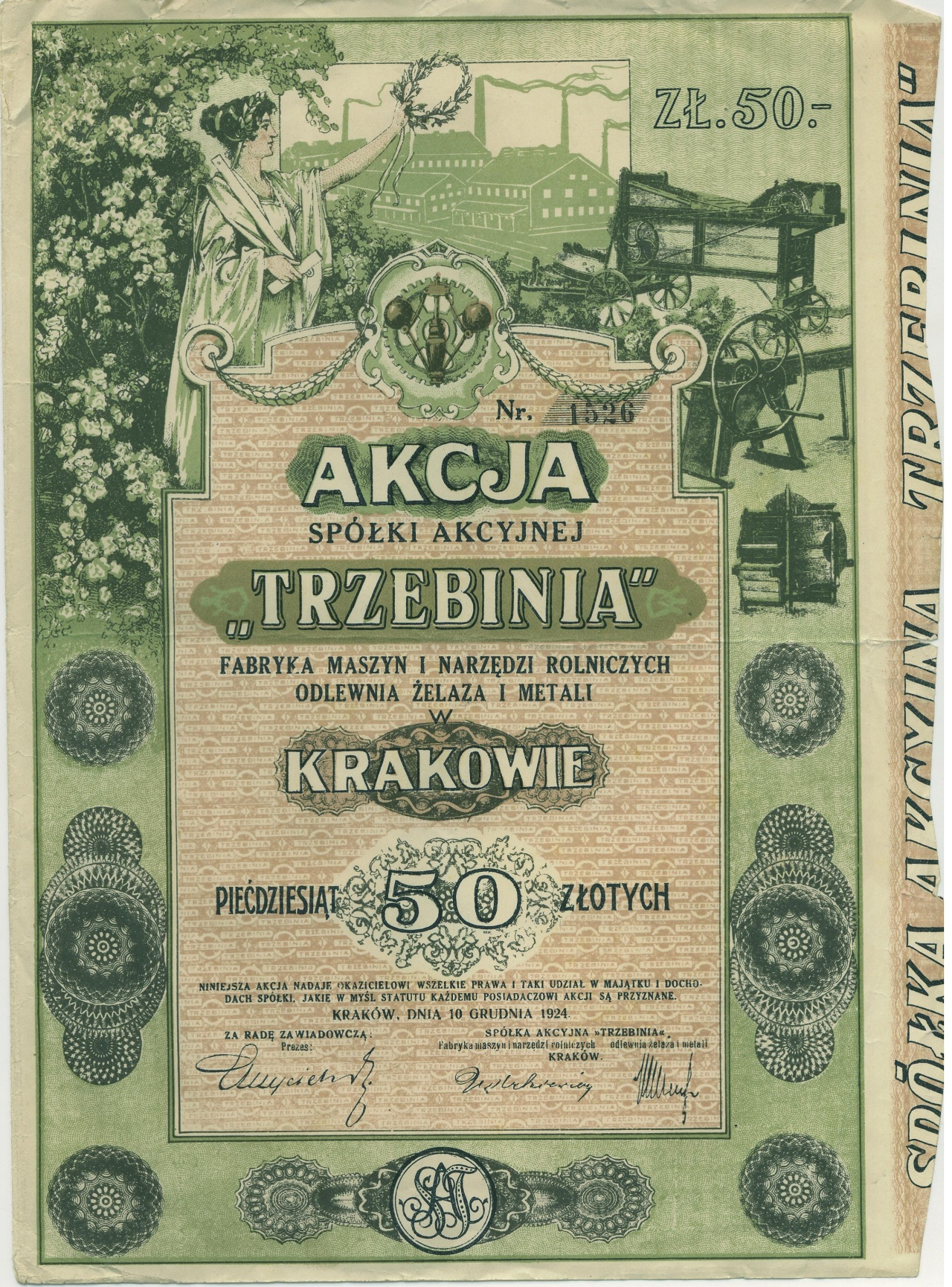
Akcja zakładów odlewniczych Trzebinia w Krakowie z 1924 r.
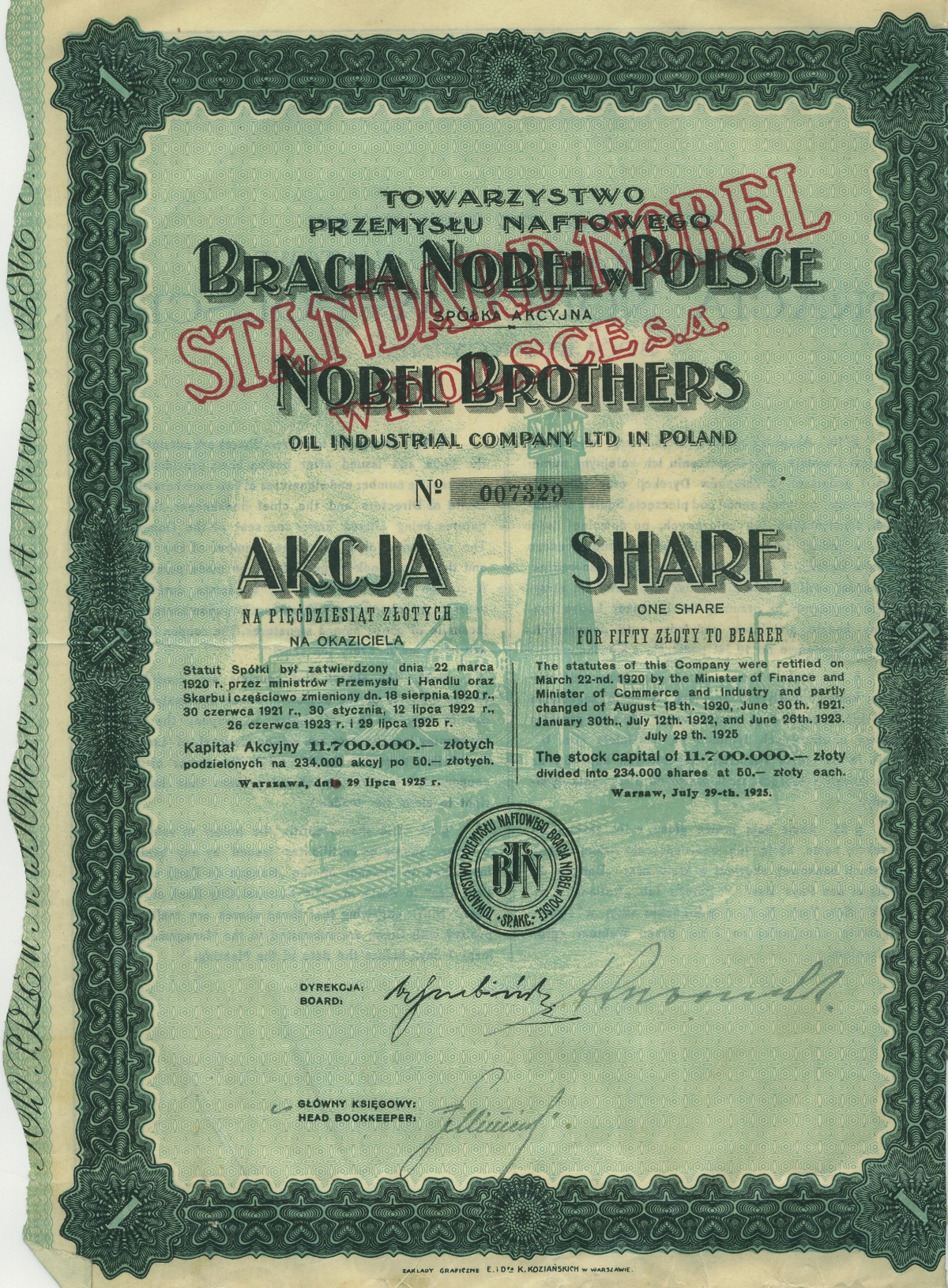
Akcja Towarzystwa Przemysłu Naftowego Bracia Nobel w Polsce z 1925 r.
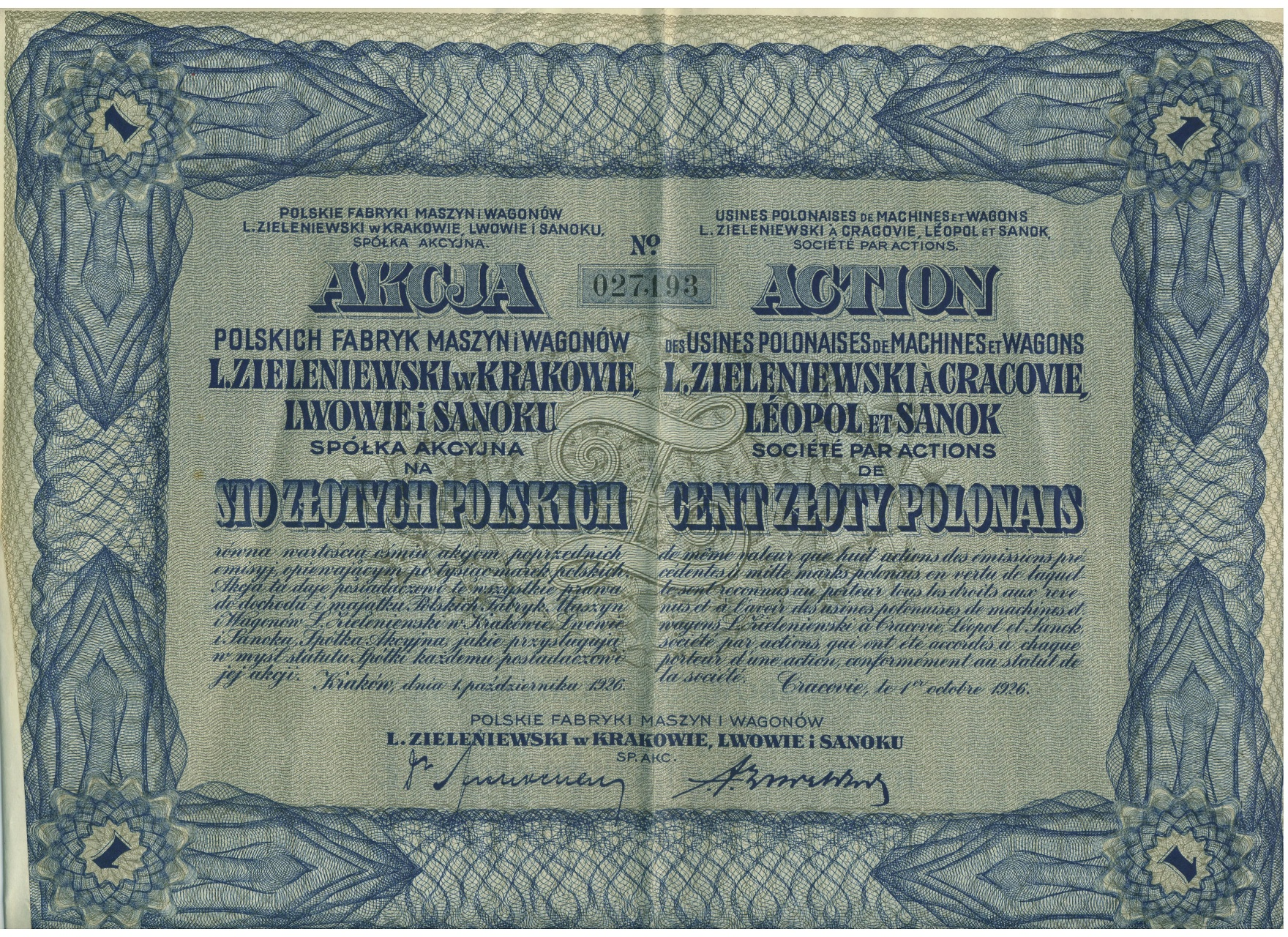
Akcja fabryki maszyn i wagonów Zieleniewskiego z 1926 r.
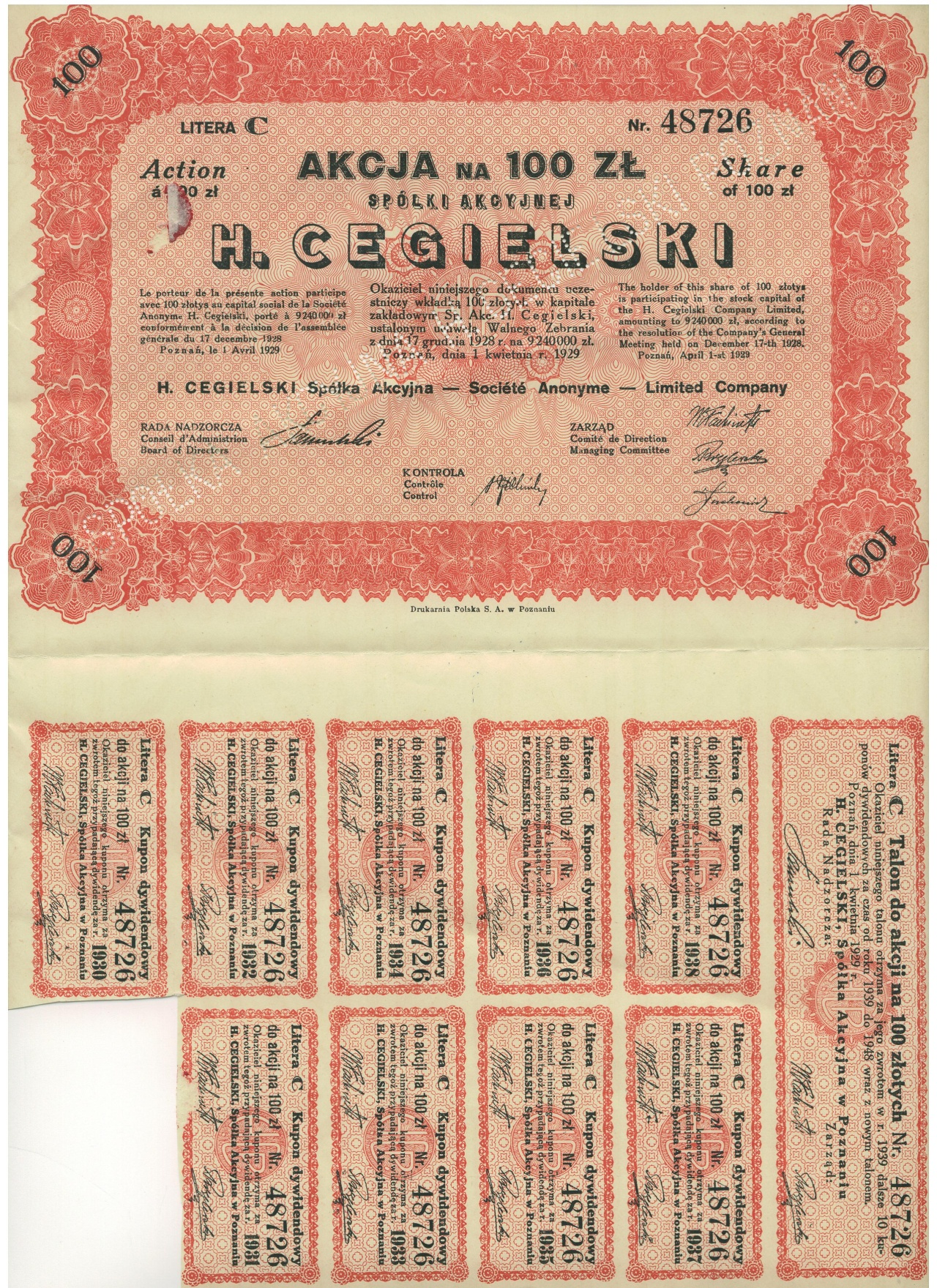
Akcja fabryki Cegielskiego z 1928 r.
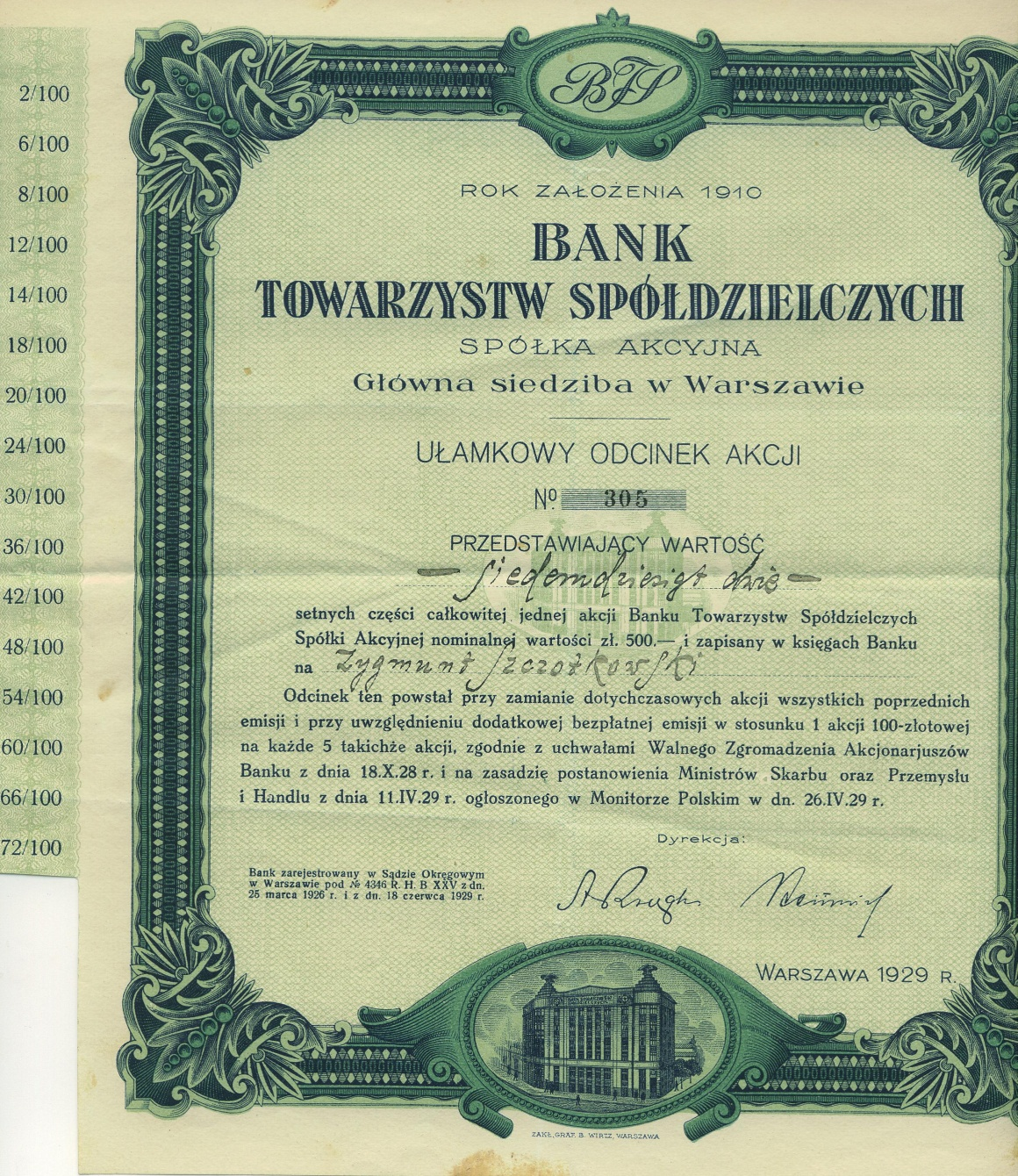
Akcja Banku Towarzystw Spółdzielczych z 1929 r.
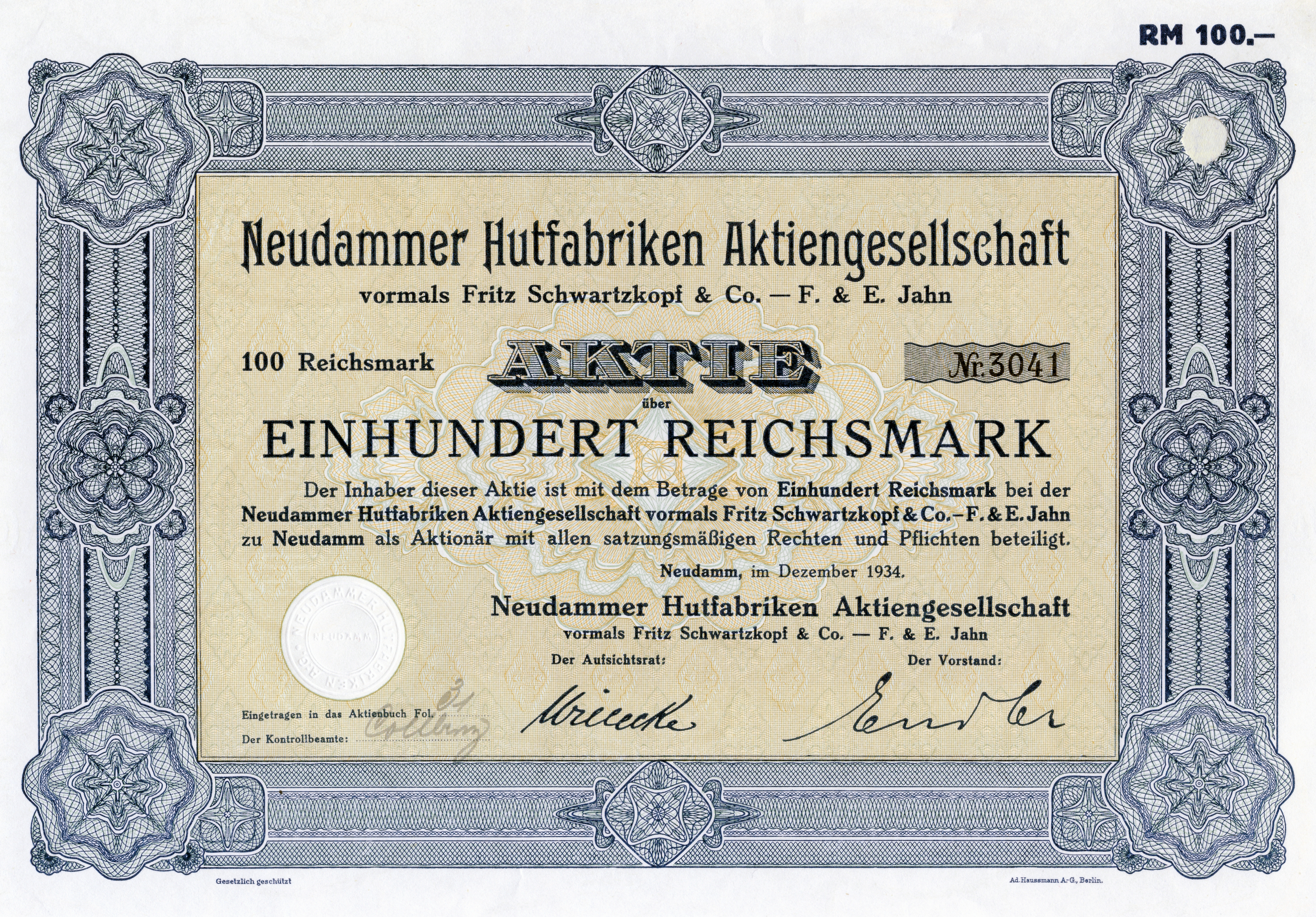
Akcja 100 marek fabryki kapeluszy Neudammer Hutfabriken Aktiengesellschaft, 1934